# Pierre Rouanet
 (janvier 2012).
Si vous disposez d'ouvrages ou d'articles de référence ou si vous connaissez des sites web de qualité traitant du thème abordé ici, merci de compléter l'article en donnant les références utiles à sa vérifiabilité et en les liant à la section « Notes et références ».
Ne doit pas être confondu avec Pierre Rouanet (évêque).
Pour les articles homonymes, voir Rouanet.
Pierre Rouanet, né le 12 mai 1921 à Fontenay-sous-Bois et mort le 28 septembre 2018 à Paris, est un journaliste français.

## Biographie
Pierre Rouanet est le fils d’Auguste Rouanet et de sa femme née Renée Dattas. Auguste Rouanet est un haut fonctionnaire de l’administration des Postes. Après avoir œuvré pour la Résistance, il sera, à la Libération, nommé préfet du Tarn-et-Garonne[réf. nécessaire], fonction qu’il occupera de août 1944 à mars 1946. Renée Dattas est professeur.
Pierre Rouanet est élève aux lycées de Poitiers et de Lyon puis s’inscrit à la Faculté des lettres de Toulouse d’où il sort licencié ès lettres.
Débutant comme rédacteur politique et parlementaire à la Démocratie de Toulouse (1945), il intègre le bureau parisien de La Dépêche du Midi dès 1947. Promu chef des informations, éditorialiste et, en 1959, chef du service politique du quotidien toulousain, il collabore parallèlement à divers organes de la presse écrite (Paris Match, L'Express, France Observateur) et audiovisuelle (l’ORTF, la radio suisse, la BBC). Mais, en 1965, il démissionne de La Dépêche et publie, cette même année, un livre valorisant l’expérience mendésiste du pouvoir (Mendès France au pouvoir, R. Laffont). 
Il faut dire qu’en dehors du Berry républicain où il est éditorialiste depuis 1952, il affiche surtout ses opinions dans la revue mendésiste Les Cahiers de la République. D’ailleurs, ces affinités politiques ne sont sans doute pas étrangères à la proposition qui lui est faite d’entrer au Nouvel Observateur en 1969. Chargé de succéder à Claude Krief à la tête du service politique du Nouvel Observateur, il ne cesse pourtant pas sa collaboration au Berry républicain.
Mais, spécialiste de la droite et du gaullisme, il publie l’année même de son entrée une biographie de Pompidou (Grasset, 1969). 
En 1971, Pierre Rouanet publie chez Grasset un roman, Castell. C’est l’histoire d’une jeune femme victime d’un grave accident de la route et de sa volonté de reconstruction au travers de multiples opérations et convalescences. Le livre remporte le prix Interallié la même année.
Rouanet ne fait pas l’unanimité au sein de la rédaction du Nouvel Observateur en raison de ses sympathies chabanistes. En 1972, une protestation qui s’exprime lors d’une réunion de la société des rédacteurs l’amène à démissionner de ses fonctions. 
Publiant Le Cas Chaban (Laffont, 1974) un an après son départ, il assure la direction du service politique du Courrier picard à partir de 1976 et cesse toute collaboration au Berry républicain deux ans plus tard.
Il a présidé l'Association des journalistes parlementaires (1983-1984). Son épouse, née Anne Sorine, est décédée le 14 février 2019 à 92 ans.

## Œuvres
- Mendès-France au pouvoir (Robert Laffont, 1965), Prix Aujourd'hui 1966
- Pompidou (Grasset, 1969)
- Castell, roman (Grasset, 1971), prix Interallié 1971
- Le Cas Chaban ... et de Gaulle à travers lui (Robert Laffont, 1974)
- Les trois derniers chagrins du Général de Gaulle (Grasset, février 1980), en collaboration avec Anne Rouanet
- L'inquiétude outre-mort du général de Gaulle (Grasset, mai 1985), en collaboration avec Anne Rouanet
- Nous allions être bien à Karlovy Vary, roman (Albin Michel, 1991)